# I’m Glad
I'm Glad – trzeci singel promujący trzeci album studyjny Jennifer Lopez – This Is Me... Then. Został wydany 1 lipca 2003 roku. Nie odniósł wielkich sukcesów, jak jego dwaj poprzednicy, ale jego remiksy stały się klubowymi hitami.

## Teledysk
Teledysk został nakręcony przez Davida LaChapelle. Choreografia, stworzona przez Jeffreya Hornadaya, została zaczerpnięta z filmu "Flashdance" z 1983 roku. Teledysk otrzymał cztery nominacje do 2003 MTV Video Music Awards.
Maureen Marder, której życie było inspiracją do stworzenia filmu "Flashdance", zarzuciła Lopez, Sony Corporation i Paramount Pictures w listopadzie 2003, złamanie praw autorskich, twierdząc, że teledysk był opisem życia Lopez. Zarzut został oddalony w czerwcu 2006.

## Lista utworów
CD 1
1. "I'm Glad" – 3:42
2. "I'm Glad" (Paul Oakenfold Perfecto Remix) – 5:49
3. "I'm Glad" (Ford's Siren Club Mix) – 5:30
4. "All I Have" (Ignorants Mix featuring LL Cool J) – 4:02

CD 2
1. "I'm Glad" – 3:42
2. "I'm Glad" (J-Lo Vs. Who Da Funk Main Mix) – 7:21
3. "I'm Glad" (Murk Miami Mix) – 8:00
4. "I'm Glad" (Video)

## Pozycje na listach przebojów
| Lista (2003)                                 | Najwyższa pozycja |
| -------------------------------------------- | ----------------- |
| [Australian ARIA Singles Chart               | 10                |
| Ö3 Austria Top 40                            | 50                |
| Belgian Ultratop 50 Singles (Flandria)       | 31                |
| Belgian Ultratop 40 Singles (Walonia)        | 30                |
| Canadian Singles Chart                       | 8                 |
| Dutch Top 40                                 | 6                 |
| French SNEP Singles Chart                    | 29                |
| German Singles Chart                         | 44                |
| Hungarian Mahasz Airplay Chart               | 37                |
| Irish Singles Chart                          | 19                |
| Italian FIMI Singles Chart                   | 17                |
| New Zealand RIANZ Singles Chart              | 22                |
| Romanian Top 100                             | 73                |
| Swedish Singles Chart                        | 51                |
| Swiss Singles Chart                          | 21                |
| UK Singles Chart                             | 11                |
| U.S. Billboard Hot 100                       | 32                |
| U.S. Billboard Hot R&B/Hip-Hop Singles Sales | 19                |
| U.S. Billboard Hot Dance Club Play           | 4                 |